# Coro Infantil del Colegio Manuel Pardo de Chiclayo
El Coro Infantil del Colegio Manuel Pardo de Chiclayo —denominados también como los Niños Cantores de Chiclayo por su ciudad de origen— fue un coro de niños diáfanos y agudos con sede en la ciudad peruana de Chiclayo. Entre sus mayores éxitos se encuentran sus villancicos navideños agrupados en los LPs «Ronda de Navidad» (1965), disco de oro en 1967, y «Super Ronda de Navidad» (1967).
Los Toribianitos y Grupo Paz y Bien, coros también peruanos, hicieron conocidos los sencillos de los Niños Cantores de Chiclayo desde 1971.

## Historia
Fue creado en 1965 por el sacerdote zamorano José María Junquera como el coro infantil del colegio Manuel Pardo de la ciudad de Chiclayo, al norte del Perú.

### Integrantes
Los  miembros del coro para 1965 fueron Luis Alberto Vergara Espinoza, José Ricardo Navarro Merea, Luis R. Vargas Quintanilla, José Francisco Calle Beltrán, Armando Martinez Salazar, José Enrique López Torres, Carlos Alberto Holguín Gálvez, Miguel Guillermo Dejo Peña, Luis Alberto Sánchez Ruiz, Jorge Enrique Pisfil Villalobos, Oscar Daniel Tafur Vidarte, Julio Alberto Wiesse Granda, Luis Alberto  Zata Gonzales, Carlos Rolando Málaga Vasallo, Oswaldo Chang Yong. Posteriormente hubo cambios en la conformación e ingresaron, entre otros, Alfonso Gajate Velarde, Eduardo Delgado, Armando Niño Rodríguez, Marcial Villazón.

## Discografía
En principio la coral infantil grabó para el sello Iempsa en Lima cuatro longplays y un 45 RPM, de gran éxito nacional. Años después grabaría el último LP de villancicos interpretado por nuevos integrantes sumando en total cinco longplays. 

### LP/Álbum
- Ronda de Navidad (1965): Álbum de villancicos españoles con arreglos de los músicos de la Sinfónica Nacional junto al músico argentino Horacio Icasto.
- Ronda Peruana (1966)
- Ronda Infantil (1966)
- Super Ronda de Navidad (1967)
- Nuevas Rondas Navideñas (1973)

### CD
- Ronda de Pascua (1991) - compilación en CD de los discos Ronda de Navidad y Super Ronda de Navidad distribuido por Iempsa.